# Kleiner Rappenkopf
Le Kleiner Rappenkopf (ou Rappenköpfle) est une montagne culminant à 2 276 m d'altitude dans les Alpes d'Allgäu.
Il se situe immédiatement au nord-ouest du Hochrappenkopf. Avec lui, ils forment l’extrémité méridionale de la vallée où s'étend le Rappensee.
Aucun sentier ne mène au Rappenköpfle, son ascension se fait par des pentes herbues. Il est rarement fréquenté.
Comme les autres sommets des Alpes d'Allgäu aux alentours (tels que le Höfats, le Schneck, le Linkerskopf), le Rappenköpfle a une flore riche.